# Hannya-ji

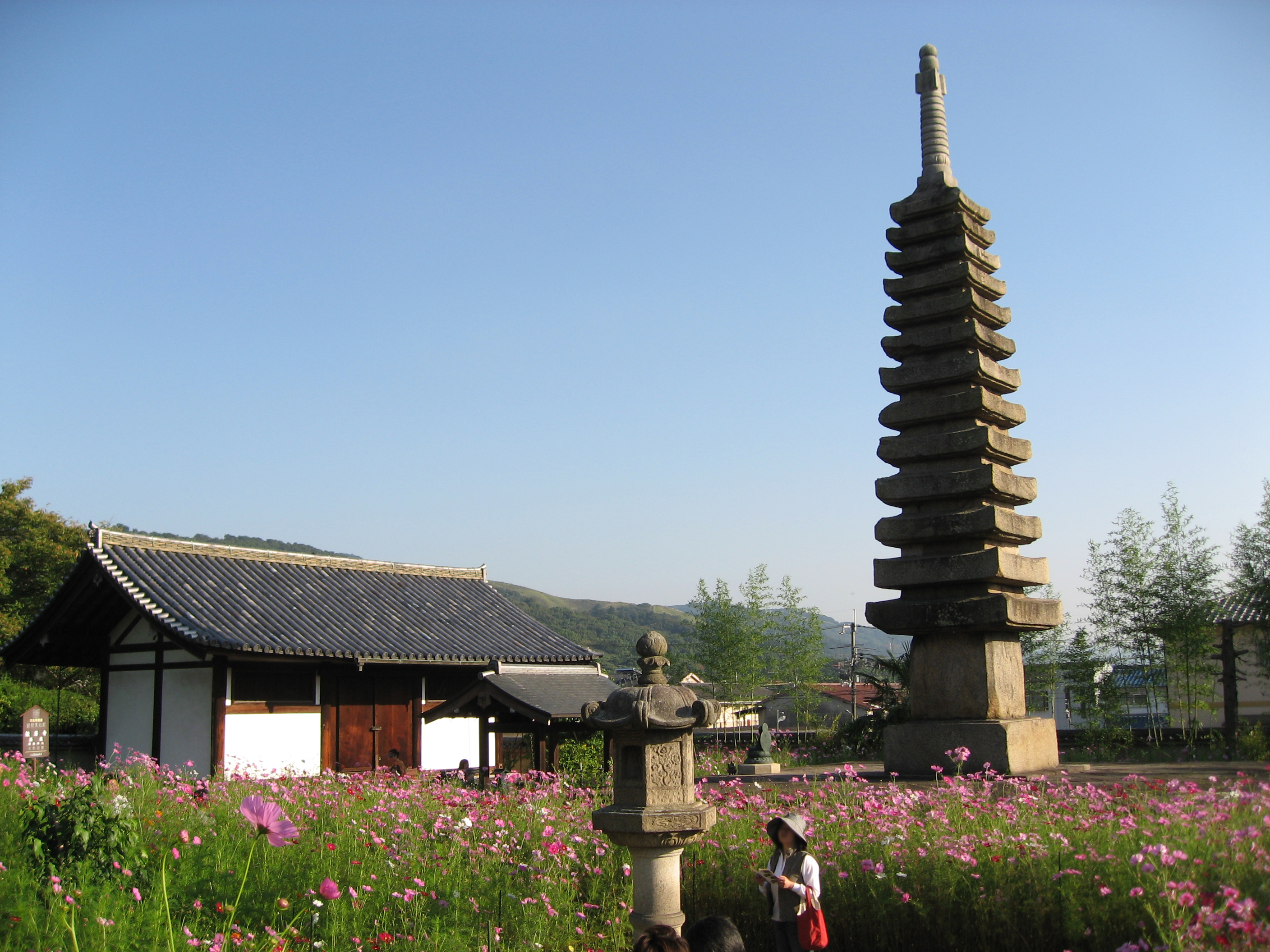
Hannya-ji mit 13-stöckiger Steinpagode

Der buddhistische Tempel Hannya-ji (japanisch 般若寺, wörtlich: „Prajna-Tempel“) liegt in der Stadt Nara, Japan. Er wurde in der Asuka-Periode (593–710) vom Priester Ekan 629 gegründet und dem Monju Bosatsu-zō geweiht. Nach einem Brand wurde er in der Kamakura-Zeit (13. Jh.) neu aufgebaut.
Der Name des Tempels ist von der Sutra Hannya-kyō abgeleitet, und Hannya bezeichnet die höchste Weisheit, also "Weisheitstempel". Entsprechend wird in der Haupthalle des Tempels eine Figur des Monju Bosatsu = Bodhisattva Manjusri verehrt, der zusammen mit Kannon, Fugen und Jizō zu den vier großen Bodhisattvas gehört, als Bodhisattva der Weisheit angesehen wird und in besagter Sutra der höchsten Weisheit erscheint. Der Hannya-ji gehört zur buddhistischen Schule Shingon Risshu.
Der Eingang lag ganz früher in der Südwestecke. Dort steht der größte architektonische Schatz, das ⦿ Rōmon bzw. turmartige Tor, das als Nationalschatz klassifiziert ist. Dieses Tor stammt noch aus der Zeit des Wiederaufbaus in der Kamakura-Zeit und ist das älteste Gebäude des Tempels. Mehrere Gebäude sind als wichtiges Kulturgut klassifiziert, allen voran der ◎ Sutrenspeicher (Kyōzō), in dem ein Issai-kyō aufbewahrt wird, die komplette Sammlung buddhistischer Schriften. Das Kamakura-zeitliche Gebäude steht zwischen Steinpagode und Außenmauer im äußersten Südosten.
Ebenfalls im südöstlichen Bereich der Außenanlagen befindet sich eine ca. 13 m hohe ◎ Steinpagode mit insgesamt 13 Ebenen zwischen Sockel und Spitze, die höchste Steinpagode (sotoba) Japans. Diese Steinpagode ist ein wichtiges Kulturgut. Auch zwei ◎ Kasatoba am östlichen Rand des Tempelgartens werden zu den wichtigen Kulturgütern gezählt.
Die einstöckige Haupthalle (Hondō) mit Irimoya-Dach stammt aus der Edo-Zeit und wurde 1667 errichtet. Der Glockenturm (Shōrō), westlich der Haupthalle zu finden, wurde 1694 errichtet.
Viele kleine Besonderheiten sind in dem umgebenden Garten zu finden, darunter die rings um die Haupthalle wie ein Zaun aus Steintafeln aufgebauten 33 Kannon-Figuren. Das ist eine Art Miniatur-Pilgerpfad zu den 33 Stationen des Kannon-Pilgerweges in Westjapan, von denen jede von einer kleinen Station vertreten wird, jede mit einem Kannon-Bildnis, wobei die Erscheinungsformen variieren, genauso wie auf dem echten Pilgerpfad.
Auf dem Gelände befinden sich ferner noch zwei Erinnerungs-Pagoden mit Gorin-no-tō, eine für den aus dem Kaiserhaus stammenden Prinzen Otonomiya Moriyoshi, die andere für Fujiwara no Yorinaga.
Hannya-ji wird rund ums Jahr mit Blumen und Blüten wie den Kamelien, den yamabuki oder japanische Kerrien (Goldröschen), den Hortensien und dem Hagi-Strauch umrahmt. Seinen Spitznamen Kosmeen-Tempel verdankt er aber der  herbstlichen Kosmeen-Blütenpracht.